# Adam Venceslas de Cieszyn
Adam Venceslas de Cieszyn (Adam Wacław Cieszyński en polonais, Adam Václav Těšínský en tchèque, Adam Wenzel von Teschen en allemand) est un prince de la dynastie Piast né le 12 décembre 1574 et mort le 13 juillet 1617). Il règne sur le duché de Cieszyn (Teschen en allemand) de 1579 jusqu'à sa mort.

## Biographie

### Origine
Adam Venceslas est le second mais seul fils survivant de Venceslas III Adam de Cieszyn, issu de sa seconde épouse  Sidonie Catherine de Saxe-Lauenbourg fille du duc François Ier de Saxe-Lauenbourg. Son demi frère ainé, Frédéric Casimir de Cieszyn, seul fils de Venceslas III Adam par son premier mariage, meurt en 1571 quelques années avant sa naissance.

### Règence
Adam Venceslas succède à son père en 1579 à l'âge de cinq ans il est placé sous la régence conjointe de sa mère et des ducs Georges II de Brzeg et de Charles II de Münsterberg-Œls. Cette triple régence se poursuit jusqu'en  1586, année où sa mère se remarie le 17 février avec un aristocrate hongrois Imre III Forgach, Obergespan [c'est-à-dire: Comte] de Trenčín et où le plus vieux des régents Georges II de Brzeg, meurt le 7 mai. Bien que malgré son nouveau mariage Sidonie Catherine, garde son influence à Cieszyn, le duc Charles de Münsterberg, demeure le seul régent en titre.

### Jeunesse
En 1586 la Silésie et Cieszyn sont touchées par une importante épidémie de peste qui fait de nombreuses victimes. Une année plus tard en 1587, le territoire du duché devient le champ de bataille entre l'archiduc Maximilien III d'Autriche et le Grand-Hetman Jan Zamoyski pendant la guerre consécutive à l'élection de Sigismond III Vasa comme roi de Pologne. C'est dans ce contexte que Adam Wenceslaus est envoyé la même année à la cour de l'électeur de Saxe où le jeune duc reçoit une excellente éducation particulièrement en matière militaire. C'est seulement en 1595 que Adam Venceslas revient à Cieszyn et devenu adulte commence son règne personnel.

### Règne
Au commencement de son règne  personnel Adam Wenceslas  prend part à la guerre contre les Ottomans et fait preuve de sympathie pour l'empereur Rodolphe II de Habsbourg. En 1609 lorsqu'éclate le conflit entre Rodolphe II et son frère l'archiduc Matthias le duc de Cieszyn  se place bien entendu aux côtés du premier. Lorsque Rodolphe II décide finalement d'abandonner à son frère la royauté de Bohême, Adam Venceslas se trouve dans une situation délicate et il fait sa soumission au nouvel empereur en lui rendant l'hommage à Wrocław en 1611.
En cette même année 1611 Adam Venceslas qui pendant son séjour en Saxe avait adhéré au luthéranisme comme en témoigne le décret protégeant le développement de cette pratique religieuse pris dans son duché en 1598, décide de se convertir avec sa famille au catholicisme. Il adhère à la Contre-Réforme annule son édit de 1598 et favorise dorénavant les ordres religieux Dominicains et Franciscains qu'il avait expulsé . Les raisons de cette conversion demeurent obscures. Peut-être s'agissait-il simplement pour lui de rentrer dans les bonnes grâces du nouvel empereur Matthias Ier. Adam Venceslas ne devient toutefois pas un catholique fanatique et continue à tolérer les luthériens dans ses états. En 1614 Adam Venceslas effectue un pèlerinage au sanctuaire de Kalwaria Zebrzydowska. Son revirement religieux est apprécié par l'Empereur qui le nomme « Capitaine Général de Silésie » le 6 février 1617 mais Adam Venceslas meurt dès le 13 juillet 1617 à Brandys, un faubourg de Cieszyn et il est inhumé dans l'église des Dominicains de Cieszyn. Des rumeurs d'empoissonnement circulent mais les coupables potentiels sont reconnus innocents. Son fils et successeur Frédéric Guillaume  n'a que dix ans et l'empereur confie la régence à Charles d'Autriche-Styrie Prince-évêque de Breslau.

## Union et postérité
Adam Venceslas épouse le 17 septembre 1595 Elisabeth de Courlande (†  19 novembre 1601) fille de Gotthard Kettler duc de Courlande dont:
- Adam Gotthar (né le 27 juillet 1596 †  25 mai 1597)
- Anne Sidonie (née le 2 mars 1598 † 13 mars 1619) épouse le 1er novembre 1616 Jakob Hannibal comte de Hoheneme († 10 avril 1646)
- Elisabeth Lucrèce de Cieszyn
- Christian Adam (né en 1600 †  12 mars 1602)
- Frédéric Guillaume de Cieszyn

## Sources
- (en) Cet article est partiellement ou en totalité issu de l’article de Wikipédia en anglais intitulé « Adam Wenceslaus, Duke of Cieszyn » (voir la liste des auteurs), édition du 30 juin 2014.
- (de) Europaïsche Stammtafeln Vittorio Klostermann, Gmbh, Francfort-sur-le-Main, 2004  (ISBN 3465032926),  Die Herzoge von Auschwitz 1495/97, von Zator 1513 und von Tost 1464 sowie die Herzoge von Teschen 1315-1625 resp. 1653 des Stammes der Piasten  Volume III Tafel 16.
- (en) & (de) Peter Truhart, Regents of Nations, K. G Saur Münich, 1984-1988 (ISBN 359810491X), Art. « Teschen (pol. Cieszyn) »  p. 2.455.